# Offshore-Windpark Thor
Thor ist ein in Planung befindlicher Offshore-Windpark in der Nordsee. Der Windpark soll westlich des Nissum Fjord, ca. 20 km von der dänischen Küste entstehen. Der Name leitet sich ab von Thorsminde, dem Dorf, das dem Windpark am nächsten gelegen ist. Nach Fertigstellung wird der Windpark Dänemarks bislang größter Offshore-Windpark sein.

## Planung
Thor war der erste Windpark, der in Dänemark im Wege einer umgekehrten Auktion an den Anbieter vergeben werden sollte, der bereit war, die erzeugte Energie zum niedrigsten Festpreis je erzeugter kWh zu verkaufen (Contract for Difference).
Der Zuschlag wurde per Los erteilt, nachdem fünf von sechs Bietern bereit waren, den Park zum minimalen vorgesehenen Festpreis von 0,01 Øre/kWh zu bauen. Der Zuschlag ging an die Thor Wind Farm I/S mit den Gesellschaftern RWE AG, RWE Renewables GmbH und RWE Renewables Management UK Limited. Die Konzession berechtigt RWE, den Offshore-Windpark Thor zu errichten und für 30 Jahre zu betreiben.
Der Betreiber wird angesichts des Festpreises von nahe Null praktisch sämtliche Erlöse aus dem Betrieb an Dänemark abführen müssen, bis eine vorgesehene Grenze von 2,8 Mrd. dänischen Kronen (ca. EUR 375 Mio.) erreicht ist. Im Anschluss kann der Betreiber für die restliche Laufzeit die am Markt erzielten Preise behalten. Die Kappungsgrenze für Zahlungen an den Staat wird voraussichtlich nach zwei bis drei Betriebsjahren erreicht sein. Die Konzession läuft über 30 Jahre, mit einer Option auf eine Verlängerung um weitere fünf Jahre. Die Verwendung eines CfD mit Kappungsgrenze wurde kritisiert, weil der dänische Staat ohne die Begrenzung angesichts der zahlreichen minimalen Gebote voraussichtlich einen höheren Erlös hätte erzielen können.
Die geschätzten Investitionskosten liegen bei 15,5 Milliarden Dänischen Kronen (ca. 2 Milliarden Euro). Die Ausschreibung beinhaltete nicht nur den Windpark selbst, sondern auch den Netzanschluss, der ohne staatliche Förderung errichtet wird. Bei früheren dänischen Offshore-Windparks war dieser vom Netzbetreiber Energinet.dk errichtet und über Tarife refinanziert worden. RWE finanziert den Offshore-Windpark mit einem Kredit der Europäischen Investitionsbank über 1,2 Milliarden Euro.

## Bau
Im Jahr 2025 sollen die Gründungen für die Windkraftanlagen beginnen. Die Hälfte der 72 Monopiles werden von EEW Special Pipe Constructions in Rostock gefertigt. Die andere Hälfte wird vom chinesischen Unternehmen Dajin Offshore geliefert. Die Jan de Nul Group wird die Monopile-Fundamente transportieren und installieren.
RWE bestellt 72 Windkraftanlagen des Typs Siemens Gamesa 14-236 DD mit 236 Meter Rotordurchmesser und je bis zu 15 Megawatt Nennleistung. Die Hälfte der Türme für die Windkraftanlagen wird unter besonders kohlenstoffdioxidarmen Bedingungen hergestellt. Die Salzgitter AG mit ihrem Walzwerk Ilsenburger Grobblech gewährleistet bei gleichen Stahleigenschaften und gleicher Qualität einen Emissionsstandard von maximal 0,7 Tonnen CO2-Äquivalente pro Tonne Stahl. Die durchschnittlichen Emissionen bei der Produktion einer Tonne Rohstahl liegen bei 1,91 Tonnen CO2-Äquivalente. Die verbesserte CO2-Bilanz gelingt durch den verstärkten Einsatz von recyceltem Stahlschrott, indem Energie in den Herstellungsprozessen eingespart und verstärkt auf erneuerbare Energie gesetzt wird. Der Elektrolichtbogenofen wird mit Ökostrom aus Offshore-Windparks versorgt. 40 der 72 Windturbinen werden mit recycelbaren Rotorblättern ausgestattet.
Für den Aufbau der Windkraftanlagen wurde Fred. Olsen Windcarrier aus Norwegen beauftragt, der ab 2026 vom dänischen Hafen in Esbjerg aus erfolgen soll.

## Netzanbindung
Der Netzanschlusspunkt zum Übertragungsnetz von Energinet.dk befindet sich in der Lemvig Kommune. Das Umspannwerk an Land wird Siemens Energy errichten. Die Umspannplattform samt Jacket-Gründung wird in Form eines Engineering-Procurement-Construction durch HSM Offshore Energy realisiert. Etwa 260 km Kabel werden vom griechischen Hersteller Hellenic Cables geliefert und wiederum von der Jan de Nul Group transportiert und verlegt.

## Betrieb
RWE wird für 30 Jahre ein Gelände im Hafen von Thorsminde als Wartungs- und Servicepunkt nutzen.